# Wilton (CDP, Maine)
Wilton ist ein census designated place (CDP), der aus der Hauptsiedlung Wilton im Franklin County des Bundesstaats Maine in den USA, besteht.
Die Bevölkerung betrug im Jahr 2020 2071 Bewohner.

## Geographie
Das Wilton CDP befindet sich im südzentralen Teil der Stadt Wilton. Es erstreckt sich nach Süden bis zur Stadtgrenze und wird im Süden von der Stadt Jay begrenzt. Die US Route 2 verläuft durch den südlichen Teil des CDP und umgeht das dicht besiedelte Stadtzentrum. US 2 führt nordöstlich 13 Kilometer nach Farmington und westlich 35 Kilometer nach Rumford. Die Maine State Route 4 verläuft mit der US 2 nach Nordosten nach Farmington, zweigt aber bei Wilton ab und führt 10 Kilometer nach Süden zum Zentrum von Jay. Die Maine State Route 156 verläuft durch das Zentrum von Wilton und führt nordwestlich nach 21 Kilometer nach Weld.
Nach Angaben des United States Census Bureau hat das CDP eine Gesamtfläche von 12,9 Quadratkilometern, davon sind 10,6 Quadratkilometern Land und 2,3 Quadratkilometern oder 17,99 % ist Wasser. Viel Wasser gibt es vor allem auf der Westseite des CDP. Der Auslass des Teichs, der Wilson Stream, befindet sich im CDP und war im 19. Jahrhundert wichtig für Wasserkraftproduktion. Dadurch wurden viele Fabriken betrieben.

## Demografie
Im CDP Wilton lebten zum Zeitpunkt des United States Census 2020 2071 Menschen.